# Thể dục dụng cụ tại Đại hội Thể thao châu Á 2014
Thể dục dụng cụ tại Đại hội Thể thao châu Á 2014 sẽ tổ chức tại Khu tập thể dục Namdong ở Incheon, Hàn Quốc từ ngày 21 tháng 9 đến ngày 2 tháng 10 năm 2014.

## Huy chương

### Nghệ thuật nam
| Event                 | Vàng | Bạc | Đồng |
| --------------------- | --- | --- | --- |
| Đồng đội nam          | Nhật Bản (JPN) · Hasegawa Tomomasa · Kamoto Yuya · Saito Yusuke · Shirai Shotaro · Takeda Kazuyuki · Yamamoto Masayoshi | Hàn Quốc (KOR) · Kim Hee-Hoon · Lee Hyeok-Jung · Lee Sang-Wook · Park Min-Soo · Shin Dong-Hyen · Yang Hak-Seon | Trung Quốc (CHN) · Hoàng Tây · Hoàng Vũ Quốc · Liêu Quân Lâm · Vương Bằng · Dương Thịnh Sào · Châu Khải |
| Toàn năng cá nhân nam | Kamoto Yuya | Yamamoto Masayoshi                                                                                             | Lee Sang-Wook                                                                                           |
| Thể dục tự do nam     | Châu Khải | Hoàng Vũ Quốc                                                                                                  | Kamoto Yuya                                                                                             |
| Pommel horse          | Yamamoto Masayoshi | Abdulla Azimov                                                                                                 | Park Min-soo                                                                                            |
| Vòng treo nam         | Liêu Quân Lâm | Takeda Kazuyuki                                                                                                | Đặng Nam                                                                                                |
| Ngựa gỗ nam           | Shek Wai Hung | Yang Hak-Seon                                                                                                  | Hoàng Tây                                                                                               |
| Xà kép nam            | Kamoto Yuya | Anton Fokin | Đinh Phương Thành                                                                                       |
| Xà đơn nam            | Châu Khải | Saito Yusuke                                                                                                   | Yamamoto Masayoshi                                                                                      |

### Nghệ thuật nữ
| Event                | Vàng | Bạc | Đồng |
| -------------------- | --- | --- | --- |
| Đồng đội nữ          | Trung Quốc (CHN) · Bạch Nhã Văn · Trần Hạ Nghị · Hoàng Huy Đan · Thường Xuân Tống · Đàm Giả Tân · Diêu Kim Nam | CHDCND Triều Tiên (PRK) · Hong Un-Jong · Jong Ung-Yong · Kang Yong-Mi · Kim So-Yong · Ri Un-Ha · Kim Un-Hyang | Nhật Bản (JPN) · Honda Minami · Ishikura Azumi · Nagai Mizuho · Sato Akiho · Yamamoto Yuriko · Yumoto Sakura |
| Toàn năng cá nhân nữ | Diêu Kim Nam                                                                                                   | Thường Xuân Tống                                                                                              | Yun Na-Rae                                                                                                   |
| Ngựa gỗ nữ           | Hong Un-jong                                                                                                   | Oksana Chusovitina                                                                                            | Phan Thị Hà Thanh                                                                                            |
| Xà lệch nữ           | Diêu Kim Nam                                                                                                   | Hoàng Huy Đan                                                                                                 | Kang Yong-Mi                                                                                                 |
| Cầu thăng bằng nữ    | Kim Un-Hyang                                                                                                   | Phan Thị Hà Thanh                                                                                             | Thường Xuân Tống                                                                                             |
| Thể dục tự do nữ     | Diêu Kim Nam                                                                                                   | Thường Xuân Tống                                                                                              | Yun Na-Rae                                                                                                   |

### Thể dục nhịp diệu
| Event                | Vàng | Bạc                                                                    | Đồng                                                                                                |
| -------------------- | --- | ---------------------------------------------------------------------- | --------------------------------------------------------------------------------------------------- |
| Đồng đội nữ          | Uzbekistan (UZB) · Djamila Rakhmatova · Anastasiya Serdyukova · Valeriya Davidova · Ravilya Farkhutdinova | Hàn Quốc (KOR) · Son Yeon-Jae · Gim Yun-Hee · Lee Da-Ae · Lee Na-Kyung | Kazakhstan (KAZ) · Aliya Assymova · Viktoriya Gorbunova · Sabina Ashirbayeva · Yekaterina Skorikova |
| Toàn năng cá nhân nữ | Son Yeon-Jae                                                                                              | Đặng Sơn Nhạc                                                          | Anastasiya Serdyukova                                                                               |

### Nhào lộn trên dưới
| Event       | Vàng      | Bạc             | Đồng            |
| ----------- | --------- | --------------- | --------------- |
| Cá nhân nam | Đông Đông | Tu Xiao         | Yasuhiro Ueyama |
| Cá nhân nữ  | Lý Đan    | Chung Hình Bình | Ayano Kishi     |

## Bảng huy chương

### Nghệ thuật
| 1          | Trung Quốc (CHN)        | 7  | 4  | 3  | 14 |
| 2          | Nhật Bản (JPN)          | 4  | 3  | 3  | 10 |
| 3          | CHDCND Triều Tiên (PRK) | 2  | 1  | 1  | 4  |
| 4          | Hồng Kông (HKG)         | 1  | 0  | 0  | 1  |
| 5          | Uzbekistan (UZB)        | 0  | 3  | 0  | 3  |
| 6          | Hàn Quốc (KOR)          | 0  | 2  | 4  | 6  |
| 7          | Việt Nam (VIE)          | 0  | 1  | 3  | 4  |
| Tổng cộng: | Tổng cộng:              | 14 | 14 | 14 | 42 |

### Thể dục nhịp điệu
| 1          | Hàn Quốc (KOR)   | 1 | 1 | 0 | 2 |
| 2          | Uzbekistan (UZB) | 1 | 0 | 1 | 2 |
| 3          | Trung Quốc (CHN) | 0 | 1 | 0 | 1 |
| 4          | Kazakhstan (KAZ) | 0 | 0 | 1 | 1 |
| Tổng cộng: | Tổng cộng:       | 2 | 2 | 2 | 6 |

### Nhào lộn trên dưới
| 1          | Trung Quốc (CHN) | 2 | 2 | 0 | 4 |
| 2          | Nhật Bản (JPN)   | 0 | 0 | 2 | 2 |
| Tổng cộng: | Tổng cộng:       | 2 | 2 | 2 | 6 |

## Quốc gia tham dự

### Nghệ thuật
- Bangladesh (1)
- Trung Quốc (12)
- Hồng Kông (3)
- Ấn Độ (12)
- Iran (5)
- Jordan (2)
- Nhật Bản (12)
- Kazakhstan (10)
- Hàn Quốc (12)
- Ả Rập Xê Út (3)
- Kuwait (3)
- Malaysia (1)
- Mông Cổ (6)
- Nepal (2)
- Pakistan (2)
- Philippines (1)
- CHDCND Triều Tiên (12)
- Qatar (5)
- Singapore (7)
- Thái Lan (3)
- Đài Bắc Trung Hoa (11)
- Uzbekistan (12)
- Việt Nam (9)

### Thể dục nhịp điệu
- Trung Quốc (4)
- Nhật Bản (4)
- Kazakhstan (4)
- Kyrgyzstan (2)
- Hàn Quốc (4)
- Thái Lan (2)
- Đài Bắc Trung Hoa (4)
- Uzbekistan (4)

### Nhào lộn trên dưới
- Trung Quốc (4)
- Nhật Bản (3)
- Kazakhstan (2)
- Hàn Quốc (2)
- Qatar (4)
- Thái Lan (1)
- Uzbekistan (3)